# Polimèstor

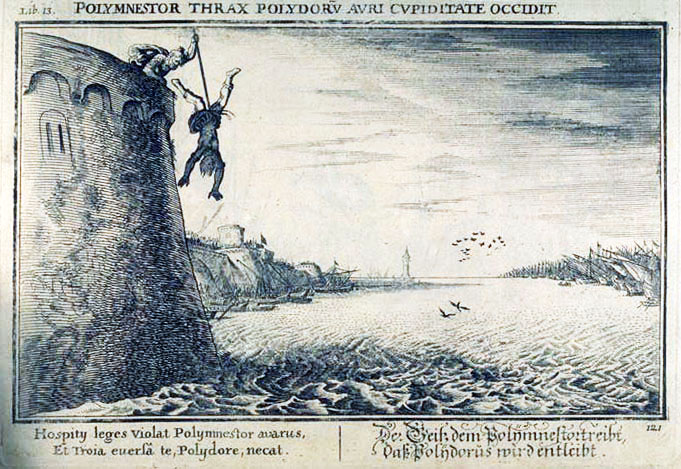
Bauer - Polimèstor matant Polidor

Segons la mitologia grega, Polimèstor o Polimnèstor (en grec antic Πολυμ(ν)ήστωρ), va ser un rei del Quersonès, a Tràcia.
Es casà amb Ilíone, filla de Príam. El rei de Troia també li confià el seu fill Polidor perquè l'eduqués lluny de la ciutat durant la guerra.
Mentre va durar la guerra, Polidor va estar sota la protecció de Polimèstor. Príam també li havia confiar valuosos tresors per al seu fill. Però amb la caiguda de Troia i la mort de Príam, Polimèstor es va voler apropiar d'aquells tresors. Va matar Polidor i va llençar el seu cadàver al mar (segons una altra versió, va matar per error el seu propi fill, Deípil). Les onades van tornar el cadàver a la costa just en el moment en què Hècuba, a qui la sort havia fet captiva d'Odisseu, estava a punt d'embarcar. L'antiga reina va reconèixer el cos del seu fill i immediatament va decidir la venjança. Va enviar una serventa perquè amb un fals pretext fes venir Polimèstor i simulant no saber res, volia indicar-li on hi havia un tresor que fins aquell moment no havien trobat encara els invasors. Empès per la cobdícia, Polimèstor es va afanyar a veure Hècuba, que quan el tingué al costat li va arrencar els ulls, i les captives de Troia el van matar, davant la mirada dels dos fills que l'havien acompanyat, que també van morir.